# Liste der Bodendenkmäler in Pilsach
Auf dieser Seite sind die Bodendenkmäler in der Oberpfälzer Gemeinde Pilsach zusammengestellt. Diese Tabelle ist eine Teilliste der Liste der Bodendenkmäler in Bayern. Grundlage ist die Bayerische Denkmalliste, die auf Basis des Bayerischen Denkmalschutzgesetzes vom 1. Oktober 1973 erstmals erstellt wurde und seither durch das Bayerische Landesamt für Denkmalpflege geführt wird. Die folgenden Angaben ersetzen nicht die rechtsverbindliche Auskunft der Denkmalschutzbehörde.

## Bodendenkmäler der Gemeinde Pilsach

### Gemarkung Dietkirchen
| Lage                           | Objekt | Akten-Nr.     | Bild |
| ------------------------------ | --- | ------------- | ---- |
| Dietkirchen Pilsach (Standort) | Vorgeschichtlicher Bestattungsplatz mit Grabhügeln. | D-3-6635-0104 |      |
| Dietkirchen Pilsach (Standort) | Vorgeschichtlicher Bestattungsplatz mit verebneten Grabhügeln. | D-3-6635-0107 |      |
| Dietkirchen Pilsach (Standort) | Bestattungsplatz der Bronzezeit, Hallstatt- und Frühlatènezeit mit Grabhügeln. | D-3-6735-0003 |      |
| Dietkirchen Pilsach (Standort) | Archäologische Befunde des Mittelalters und der frühen Neuzeit im Bereich der Katholischen Pfarrkirche St. Stephan in Dietkirchen, darunter die Spuren von Vorgängerbauten bzw. älterer Bauphasen. | D-3-6735-0159 |      |

### Gemarkung Laaber
| Lage                      | Objekt | Akten-Nr.     | Bild |
| ------------------------- | --- | ------------- | ---- |
| Laaber Pilsach (Standort) | Bronzezeitlicher Bestattungsplatz mit teils verebneten Grabhügeln. | D-3-6635-0105 |      |
| Laaber Pilsach (Standort) | Vorgeschichtlicher Bestattungsplatz mit verebneten Grabhügeln. | D-3-6635-0106 |      |
| Laaber Pilsach (Standort) | Vorgeschichtlicher Bestattungsplatz mit verebneten Grabhügeln. | D-3-6635-0108 |      |
| Laaber Pilsach (Standort) | Archäologische Befunde der abgegangenen mittelalterlichen Burgruine in Laaber. | D-3-6635-0120 |      |
| Laaber Pilsach (Standort) | Archäologische Befunde des Mittelalters und der frühen Neuzeit im Bereich der Katholischen Filialkirche und ehemalige Burgkapelle St. Johannes Evangelist in Laaber, darunter die Spuren von Vorgängerbauten bzw. älterer Bauphasen. | D-3-6635-0173 |      |

### Gemarkung Litzlohe
| Lage                        | Objekt | Akten-Nr.     | Bild |
| --------------------------- | --- | ------------- | ---- |
| Litzlohe Pilsach (Standort) | Vorgeschichtlicher Bestattungsplatz mit verebneten Grabhügeln. | D-3-6635-0109 |      |
| Litzlohe Pilsach (Standort) | Vorgeschichtlicher Bestattungsplatz mit verebneten Grabhügeln. | D-3-6635-0111 |      |
| Litzlohe Pilsach (Standort) | Abschnittsbefestigung vor- und frühgeschichtlicher Zeitstellung oder des Mittelalters. | D-3-6635-0127 |      |
| Litzlohe Pilsach (Standort) | Archäologische Befunde des Mittelalters und der frühen Neuzeit im Bereich der Katholischen Pfarrkirche St. Oswald in Litzlohe, darunter die Spuren von Vorgängerbauten bzw. älterer Bauphasen. | D-3-6635-0159 |      |
| Litzlohe Pilsach (Standort) | Vorgeschichtlicher Bestattungsplatz mit Grabhügeln. | D-3-6635-0212 |      |

### Gemarkung Oberwiesenacker
| Lage                               | Objekt                                                              | Akten-Nr.     | Bild |
| ---------------------------------- | ------------------------------------------------------------------- | ------------- | ---- |
| Oberwiesenacker Pilsach (Standort) | Vorgeschichtliche Wallanlage, späthallstattzeitliche Höhensiedlung. | D-3-6635-0112 |      |
| Oberwiesenacker Pilsach (Standort) | Mittelalterlicher Turmhügel.                                        | D-3-6735-0002 |      |

### Gemarkung Pfeffertshofen
| Lage                              | Objekt | Akten-Nr.     | Bild |
| --------------------------------- | --- | ------------- | ---- |
| Pfeffertshofen Pilsach (Standort) | Mittelalterlicher Burgstall Troßberg.                                                                                          | D-3-6635-0007 |      |
| Pfeffertshofen Pilsach (Standort) | Ringwall vor- und frühgeschichtlicher Zeitstellung, vorgeschichtliche Höhensiedlung.                                           | D-3-6635-0008 |      |
| Pfeffertshofen Pilsach (Standort) | Bestattungsplatz der Bronzezeit, der Hallstattzeit, der Frühlatènezeit und der Völkerwanderungszeit mit verebneten Grabhügeln. | D-3-6635-0009 |      |

### Gemarkung Pilsach
| Lage               | Objekt | Akten-Nr.     | Bild |
| ------------------ | --- | ------------- | ---- |
| Pilsach (Standort) | Mittelalterlicher Burgstall. | D-3-6634-0005 |      |
| Pilsach (Standort) | Vorgeschichtlicher Bestattungsplatz mit Grabhügel. | D-3-6634-0151 |      |
| Pilsach (Standort) | Archäologische Befunde des Mittelalters und der frühen Neuzeit im Bereich des ehemaligen Hofmarkschlosses in Pilsach, darunter die Spuren von Vorgängerbauten bzw. älteren Bauphasen.                 | D-3-6635-0010 |      |
| Pilsach (Standort) | Vorgeschichtlicher Bestattungsplatz mit Grabhügeln. | D-3-6635-0011 |      |
| Pilsach (Standort) | Archäologische Befunde des Mittelalters und der frühen Neuzeit im Bereich der Katholischen Pfarrkirche St. Peter und Paul in Pilsach, darunter die Spuren von Vorgängerbauten bzw. älterer Bauphasen. | D-3-6635-0161 |      |
| Pilsach (Standort) | Vorgeschichtlicher Bestattungsplatz mit Grabhügeln. | D-3-6635-0213 |      |
| Pilsach (Standort) | Vorgeschichtliche Siedlung. | D-3-6635-0214 |      |